# Ofiti

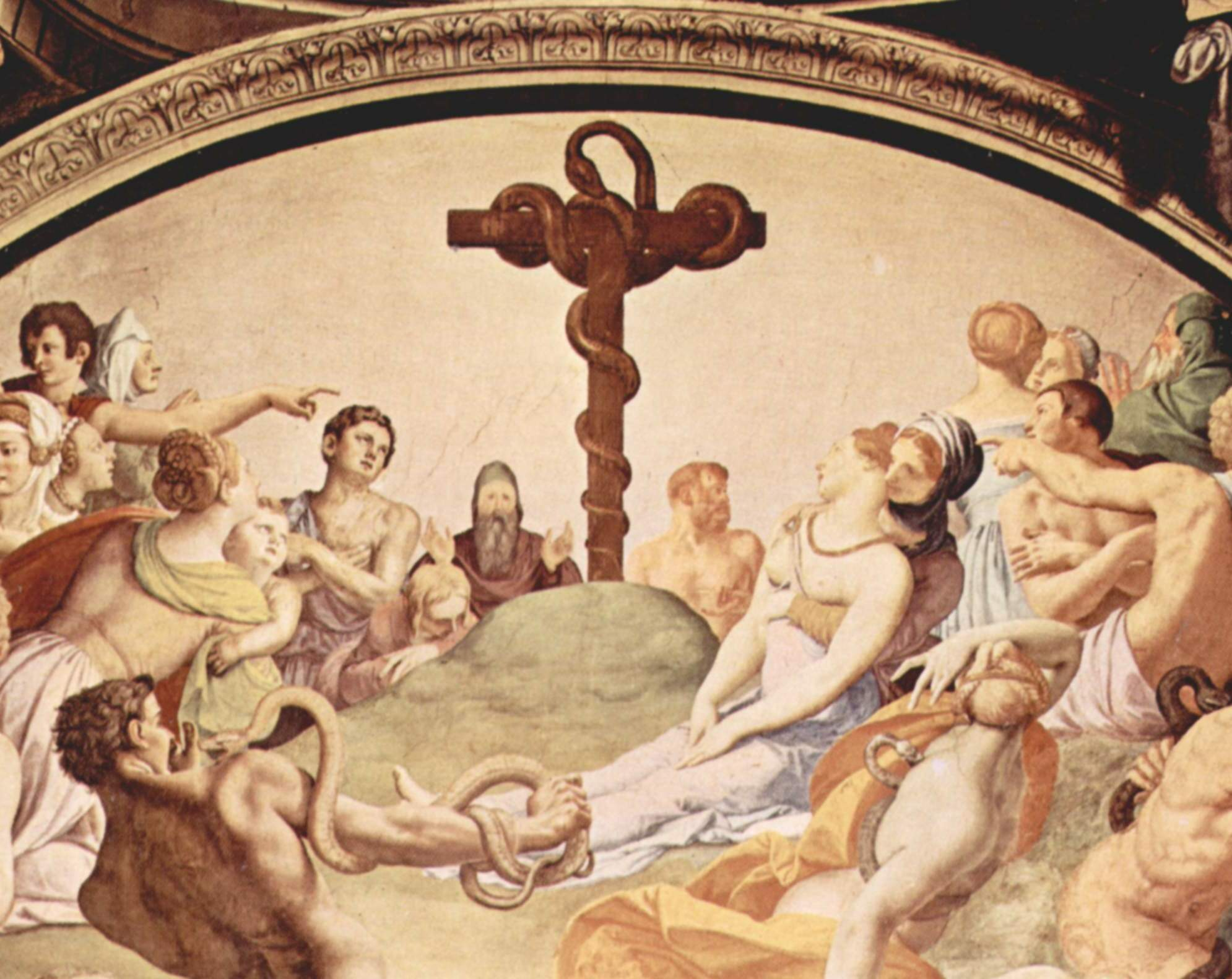
Agnolo Bronzino, Il serpente di bronzo, particolare dell'affresco della cappella di Eleonora di Toledo, Firenze, Palazzo Vecchio

Con la denominazione di Ofiti (greco antico: ὄφις, "serpente") o Naasseni (ebraico: nâhâsh, "serpente") si individuano tutti quei sistemi gnostici che veneravano il Serpente corruttore di Adamo ed Eva, ritenuto elargitore agli uomini della conoscenza del Bene e del Male preclusa dal Dio del Vecchio Testamento (Yaldabaoth), creatore del mondo, ma ritenuto dalla gnosi inferiore al Dio supremo.

## Storia
Questi sistemi, che da un lato guardavano anche all'importanza del serpente nella cultura pagana (animale profetico, simbolo della forza rigeneratrice della Natura), si rifacevano in particolar modo ai passi della Bibbia in cui si parla del Serpente di bronzo:
(Numeri, 21)
(Giovanni, 3, 14)
Il capostipite di queste sette del II secolo è ignoto. Ma la peculiarità della loro dottrina, al limite del Cristianesimo, spinge alcuni autori a classificarli più come gnostici pagani o ebraizzanti che come eretici.
Secondo gli Ofiti, il Padre di Tutti, o Primo Uomo, emanò il Figlio (il Pensiero), o Secondo Uomo. Poi comparve l'Agape (Spirito Santo), o Prima Donna. Questa terna generò Cristo e sua sorella Sophia (la Saggezza). Anche Sophia ebbe dei figli, uno dei quali, il Demiurgo Ialdabaoth, si ribellò all'autorità e creò il mondo materiale e l'uomo. Costui, identificato col dio veterotestamentario, rinchiuse i primi uomini, Adamo ed Eva nell'Eden, in maniera da essere venerato da loro. Però Sophia mandò il serpente a spingerli a mangiare il frutto proibito e così risvegliare la loro conoscenza, i cui livelli erano superiori a quelli di Ialdabaoth. Infatti, Sophia aveva instillato negli uomini, all'insaputa del loro creatore, una scintilla divina che, per le manovre del Demiurgo, restava sopita. Gesù, a volte identificato col serpente, quindi discese dal cielo per accendere questa scintilla e liberare gli uomini dalla tirannia di Ialdabaoth. Per questo motivo gli ofiti veneravano il serpente e tutti i personaggi del Vecchio Testamento che si erano in qualche modo opposti a Yahweh, cioè il Demiurgo. Agostino d'Ippona riferiva che allevavano serpenti in carne ed ossa e li addestravano a sfiorare il loro pane che poi, santificato in questo modo, usavano come eucaristia.
Le loro opere principali, conosciute, erano la Predica dei Naasseni e il Diagramma degli ofiti. Quest'ultimo, composto prima del 150, descriveva la cosmogonia ofita. Nonostante sia andato perduto, però, è stato descritto minuziosamente sia dal filosofo pagano Celso che dall'eresiologo Origene Adamantio.